# كوماك (فرنسا)
كوماك هي بلدية في فرنسا، تقع في كاليدونيا الجديدة، والمقاطعة الشمالية، بلغ عدد سكانها 4,252 نسمة وذلك حسب إحصائيات سنة 2014، تبلغ مساحتها 550 كيلومتر مربع، رمزها البريدي هو 98850.

## الموقع
تشترك في الحدود مع:
- كالا-غومن
- أويغوا
- يوم

## المناخ
يظهر الجدول التالي التغييرات المناخية على مدار السنة لكوماك:
| البيانات المناخية لـكوماك         | البيانات المناخية لـكوماك | البيانات المناخية لـكوماك | البيانات المناخية لـكوماك | البيانات المناخية لـكوماك | البيانات المناخية لـكوماك | البيانات المناخية لـكوماك | البيانات المناخية لـكوماك | البيانات المناخية لـكوماك | البيانات المناخية لـكوماك | البيانات المناخية لـكوماك | البيانات المناخية لـكوماك | البيانات المناخية لـكوماك | البيانات المناخية لـكوماك |
| الشهر                             | يناير                     | فبراير                    | مارس                      | أبريل                     | مايو                      | يونيو                     | يوليو                     | أغسطس                     | سبتمبر                    | أكتوبر                    | نوفمبر                    | ديسمبر                    | المعدل السنوي             |
| --------------------------------- | ------------------------- | ------------------------- | ------------------------- | ------------------------- | ------------------------- | ------------------------- | ------------------------- | ------------------------- | ------------------------- | ------------------------- | ------------------------- | ------------------------- | ------------------------- |
| متوسط درجة الحرارة الكبرى °م (°ف) | 29 (84)                   | 29 (84)                   | 29 (84)                   | 28 (82)                   | 26 (79)                   | 24 (76)                   | 23 (74)                   | 24 (75)                   | 24 (76)                   | 26 (79)                   | 27 (81)                   | 28 (83)                   | 27 (80)                   |
| متوسط درجة الحرارة الصغرى °م (°ف) | 23 (74)                   | 24 (75)                   | 23 (74)                   | 22 (71)                   | 20 (68)                   | 19 (66)                   | 17 (63)                   | 17 (63)                   | 18 (64)                   | 19 (66)                   | 21 (70)                   | 22 (72)                   | 21 (69)                   |
| الهطول مم (إنش)                   | 170 (6.5)                 | 170 (6.5)                 | 130 (5)                   | 66 (2.6)                  | 74 (2.9)                  | 64 (2.5)                  | 53 (2.1)                  | 43 (1.7)                  | 43 (1.7)                  | 36 (1.4)                  | 71 (2.8)                  | 100 (4)                   | 1٬010 (39.8)              |
| المصدر: Weatherbase               |                           |                           |                           |                           |                           |                           |                           |                           |                           |                           |                           |                           |                           |